# Basílica de Santa María del Popolo
La basílica de Santa Maria del Popolo (del italiano: Basilica di Santa Maria del Popolo) es una basílica menor de Roma (Italia), situada en la Piazza del Popolo, junto a una de las antiguas puertas de la ciudad. Pertenece desde 1250 a los agustinos.

## Historia de la iglesia y su convento
La primera edificación fue una simple capilla construida por orden del papa Pascual II sobre el mismo lugar donde Nerón fue sepultado. Seguramente el papa quiso celebrar con esta iglesia la liberación del Santo Sepulcro que tuvo lugar el mismo año de su fundación, 1099. Las obras fueron costeadas por el pueblo romano, de ahí el nombre que recibió la iglesia desde sus orígenes y la advocación del icono posterior (siglo XIII, de inspiración bizantina) que preside el altar mayor y cuya autoría se atribuía al evangelista San Lucas, aunque a veces se atribuye el topónimo a la abundancia de chopos (en italiano: pioppi) en este lugar. La capilla fue ampliada en 1227 por el papa Gregorio IX, pero será en el siglo XV (bajo el impulso de Sixto IV) cuando se realicen las intervenciones arquitectónicas que determinan la configuración actual del templo. Giorgio Vasari atribuyó estas obras al arquitecto Baccio Pontelli, pero la historiografía contemporánea rechaza su autoría y tiende a pensar que fue Andrea Bregno quien las diseñó y ejecutó, dando al edificio un aspecto renacentista. En cualquier caso, no hay certeza absoluta sobre el/los autores de la arquitectura ni de la fachada (esta última también modificada por Bernini en el siglo XVII).

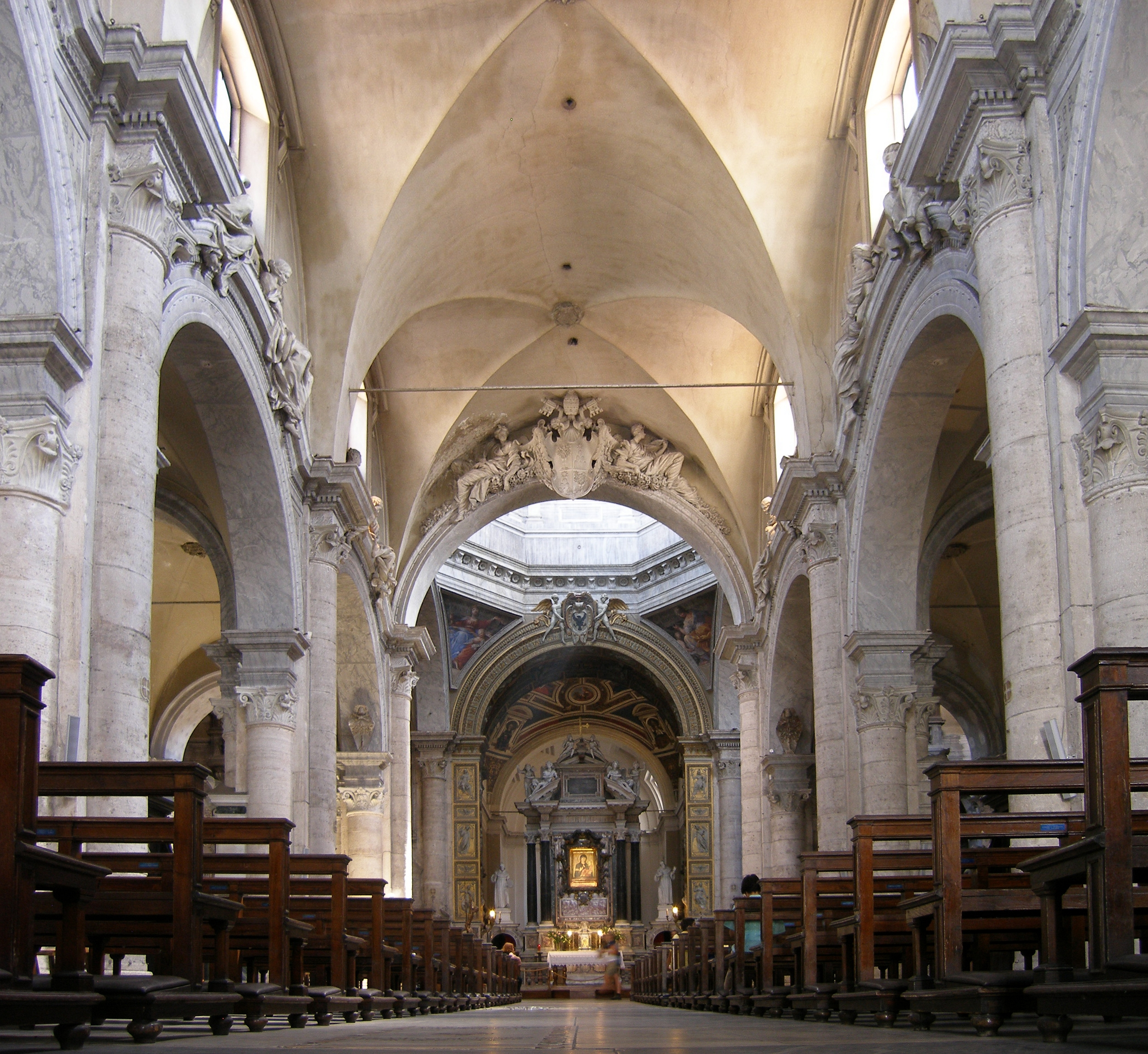
Nave principal.

El templo formaba parte de un convento agustino. La arquitectura de todo el conjunto se acomodaba al espíritu de sobriedad de los agustinos, como se evidencia en la fachada. La iglesia tiene tres naves con transepto y un muy desarrollado ábside (donde está el coro conventual). Está cubierta con bóvedas de crucería sobre pilares con semicolumnas adosadas, siguiendo el modelo de las iglesias lombardas del siglo XV que, a su vez, se inspiran en la tradición gótica de la zona. Hay cuatro capillas poligonales en cada nave lateral y dos más flanqueando el presbiterio.

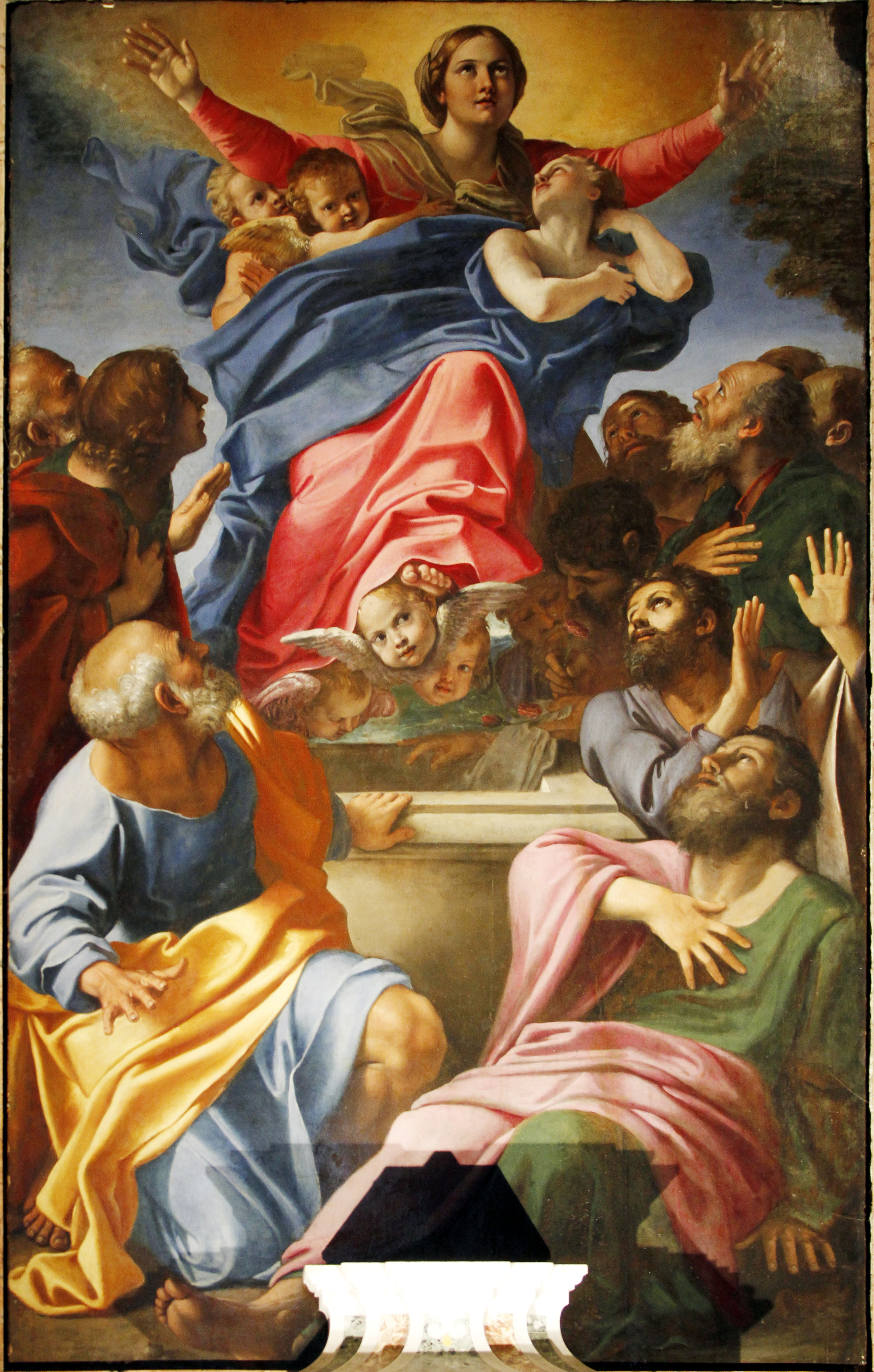
Asunción de la Virgen de Annibale Carracci.

En el siglo XVI Donato Bramante y Rafael Sanzio hacen nuevas obras (el primero, el coro absidial; Rafael, la capilla del banquero Agostino Chigi). En el XVII Alejandro VII decidió reformar de nuevo la iglesia y fue Gian Lorenzo Bernini el encargado de conferir a la decoración interior del templo el aspecto barroco actual. En ese mismo siglo, Carlo Fontana reforma una capilla (la capilla Cybo) e imita la obra de Rafael en la capella Chigi.
A principios del siglo XIX se acometió un ambicioso programa urbanístico que remodeló por completo la Piazza del Popolo y el Pincio y que afectó a la iglesia: las dependencias conventuales del siglo XV fueron destruidas entre 1811 y 1813 (el edificio actual es una reconstrucción del arquitecto Valadier). En tal convento fue donde se hospedó Martín Lutero durante su estancia en Italia en sus años de juventud.

Crucifixión de San Pedro de Caravaggio
(1600-1601).

## Coro
Situado en el profundo ábside principal, su aspecto actual se debe a las sucesivas reformas que realizó el arquitecto Donato Bramante, la primera hacia 1500 y la segunda entre 1505 y 1509. Se conservan aquí las extraordinarias esculturas de Andrea Sansovino del cardenal Ascanio Sforza (1505) y del cardenal Girolamo Basso della Rovere (1507). La bóveda está pintada por Pinturicchio y representa la Coronación de la Virgen, con evangelistas, sibilas y doctores de la Casa.

## Capillas más importantes

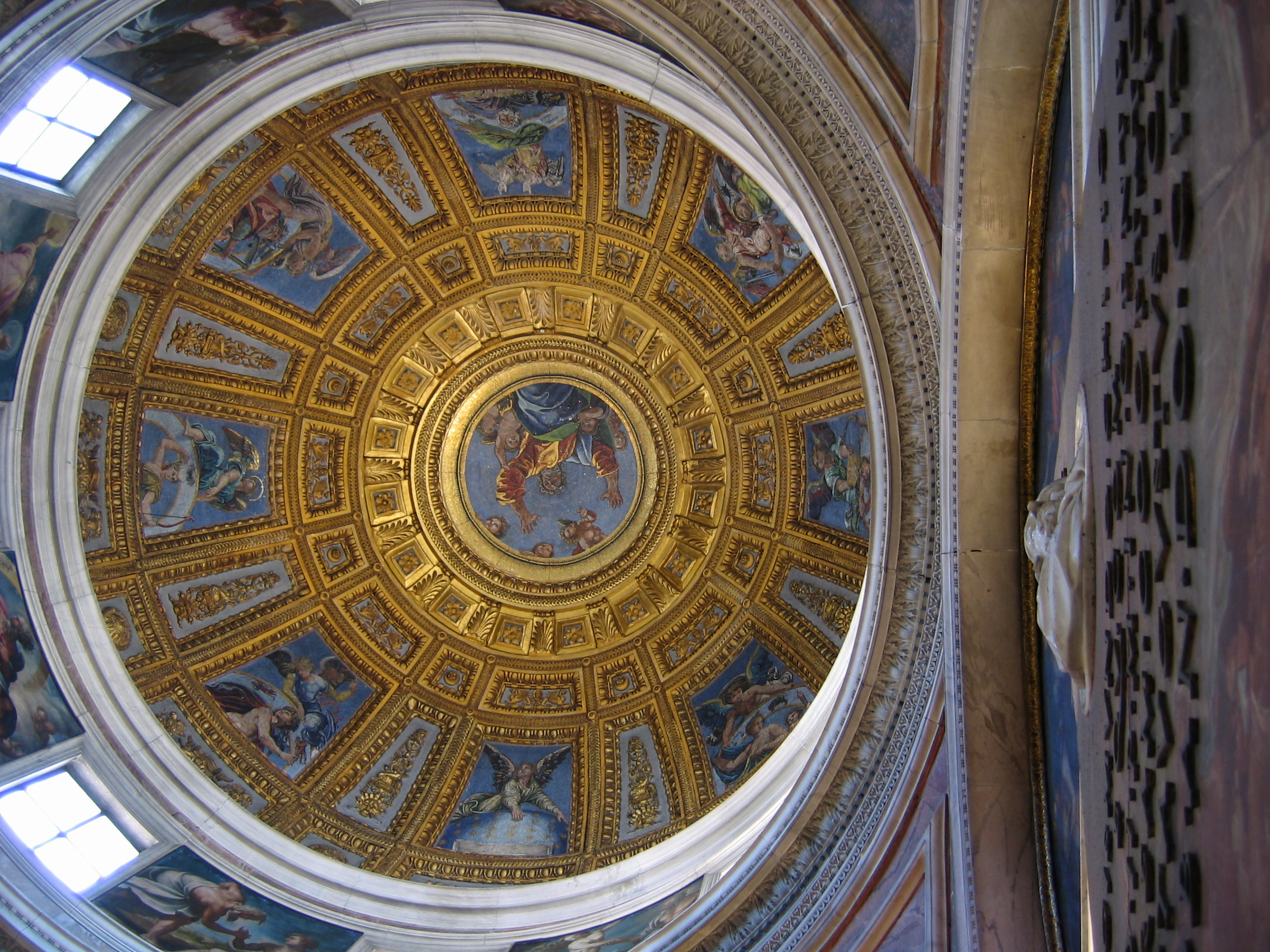
Interior de la capilla Chigi (Rafael Sanzio).

### Capilla Chigi
Comisionada por el banquero Agostino Chigi a Rafael Sanzio para que sirviera de capilla funeraria para su familia. Rafael reformó la antigua capilla gótica y diseñó un armonioso espacio único que, posteriormente, completará Bernini. El propio Rafael se encargó del diseño de los mosaicos de la cúpula que realizó Luigi de Pace en 1516. En la decoración pictórica intervinieron Sebastiano del Piombo y, sobre todo, Francesco Salviati. Las esculturas de la capilla son también sobresalientes, especialmente Habacuc y el ángel de Bernini y Jonás de Lorenzetto (con diseño de Rafael).

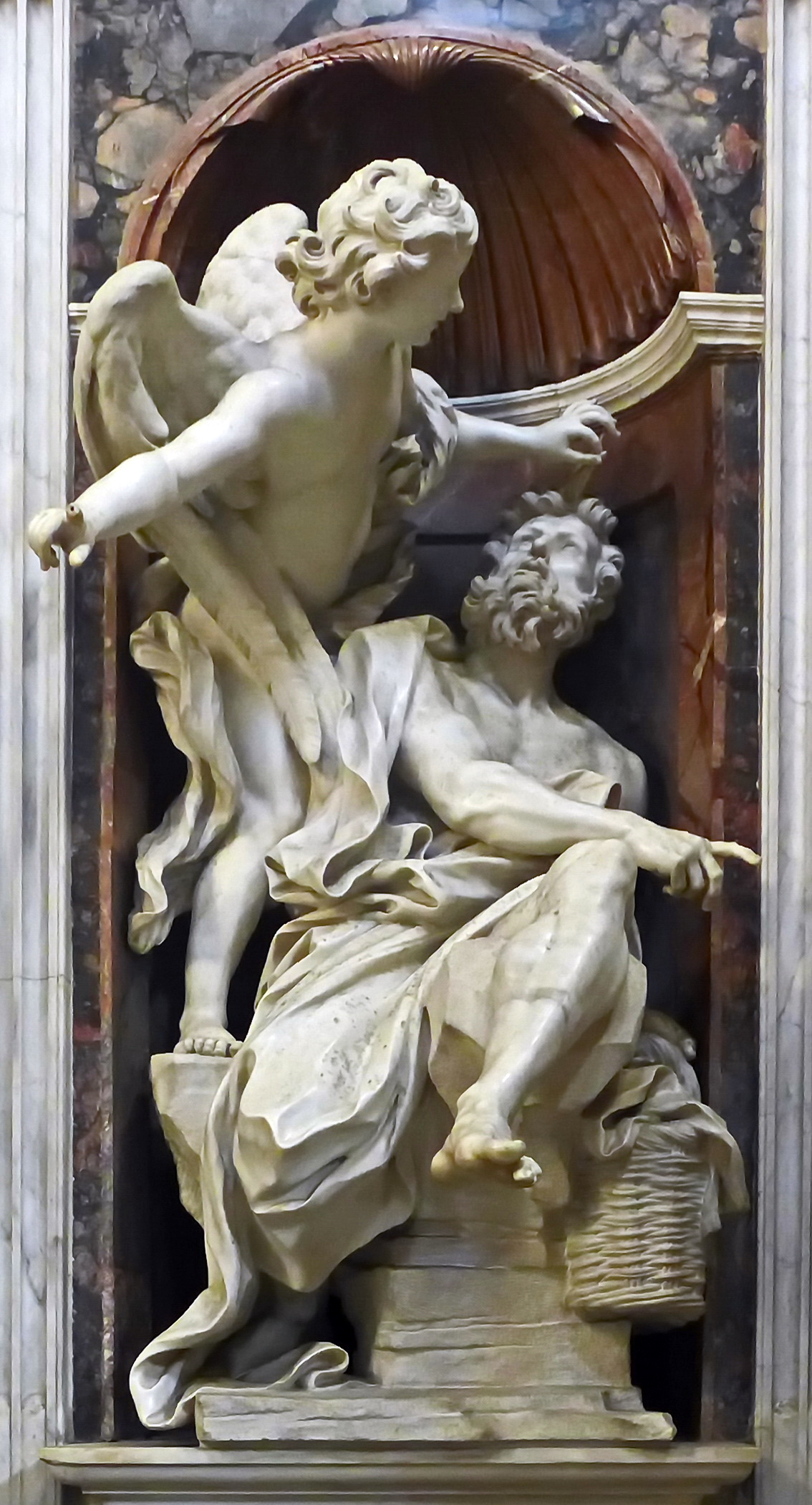
Cappella Chigi, Habacuc y el ángel de Bernini.

### Capilla Cybo
Reconstruida entre 1682 y 1687 por el arquitecto Carlo Fontana, quien creó una planta de cruz griega lujosamente recubierta por mármoles. El altar tiene una pintura mural al óleo de Carlo Maratta en la que representa la Inmaculada Concepción con santos.

### Capilla Cerasi
En la capilla Cerasi se conservan dos obras maestras de Caravaggio: la Conversión de San Pablo y la Crucifixión de San Pedro; y también otro excelente óleo de Annibale Carracci, la Asunción de la Virgen. Destaca la escultura funeraria de Teresa Pelzer d'Acquisgrana, esposa de Antonio Cerasi, justo debajo de la tumba de Tiberio Cerasi.

### Capilla Della Róvere
La capilla Della Rovere (o de la Natividad) es la primera capilla lateral de la nave derecha. Fue amueblada por el cardenal Domenico della Rovere a partir de 1477, tras la reconstrucción de la iglesia por su pariente, el papa Sixto IV. La decoración pictórica se atribuye a Pinturicchio y su escuela. El retablo principal, La Adoración del Niño con San Jerónimo, es una exquisita obra autógrafa del propio Pinturicchio. La tumba del cardenal Cristoforo della Rovere (muerto en 1478), obra de Andrea Bregno y Mino da Fiesole, fue erigida por su hermano. En el lado derecho, el monumento funerario de Giovanni de Castro (fallecido en 1506) se atribuye a Francesco da Sangallo. La capilla es uno de los monumentos mejor conservados del arte del Quattrocento en Roma.

## Obras artísticas
En la iglesia se conservan obras artísticas extraordinarias: así, la Natividad (hacia 1490) de Tiberio d'Assisi o la Tumba de los cardenales Della Rovere del escultor Andrea Bregno en la primera capilla de la nave derecha; el sepulcro del obispo Pietro Foscari (con escultura de bronce de Vecchietta) en la capilla Costa (cuarta de la nave derecha). En la cuarta capilla de la nave izquierda está la obra maestra del escultor Alessandro Algardi: el busto del cardenal García Mellini (hacia 1630).
En la sacristía se conservan restos escultóricos del convento destruido y el antiguo altar mayor del templo, importante obra en mármol de Andrea Bregno de 1473, en el que integra una virgen anterior de la escuela sienesa (siglo XIV).